# Jenő Heltai
Jenő Heltai  (n. 11 august 1871, Pesta, Austro-Ungaria – d. 3 septembrie 1957, Budapesta, Republica Populară Ungară) a fost un prozator, poet, ziarist maghiar de etnie evreiască, vărul primar al fondatorului sionismului politic, publicistul și dramaturgul Theodor (Tivadar) Herzl.

## Biografie
A început să publice poezii încă de la vârsta de 14 ani. După ce abandonează studiile de drept de la Universitatea din Budapesta, a început să lucreze ca ziarist la prestigioasele ziare ale vremii din Budapesta: Magyar Hírlap (Gazeta Maghiară), A Hét (Săptămâna), Pesti Hírlap (Gazeta de Pesta), apoi a devenit redactor la Pesti Napló (Jurnalul de Pesta). A îmbrățișat cariera militară; întreprinde nenumărate călătorii: a trăit în orașele Paris, Londra, Viena, Berlin și Istanbul. Începând din 1900, părăsind cariera militară devine secretar literar al teatrului budapestan Vígszínház, mai târziu, din 1929 devine mai întâi director al teatrului Belvárosi Színház, apoi între 1932 și 1934 a fost unul din directorii tetrului Magyar Színház din capitala ungară.
Începând din anii 1890 publică în mod constant poezii, nuvele, romane la diverse edituri și gazete literare din Ungaria, dar ocazional se dedică și textelor muzicale: el este textierul musicalului János vitéz (János viteazul) compus de Pongrác Kacsóh. A fost un autor de mare erudiție, totodată abordând un stil caracterizat printr-o lejeritate rafinată de inspirație franceză. Talentul liric al lui Heltai se remarcă și în creațile sale scenice: în 1936 teatrul Magyar Színház îi prezintă cu mare succes piesa lirică A néma levente (Cavalerul mut), care este jucat fără întrerupere de acelaș teatru până în zilele noastre. Lucrarea, printre altele, îl înfățișează pe Matei Corvin într-o ipostază amuzantă, nemaiîntâlnită până atunci în literatura maghiară.
În operele sale prozaice zugrăvește cu multă înțelegere, umor binevoitor personajele boeme de la periferia socității. Uneori însă, tonul lui devine sumbru, ca de pildă în romanul cu titlul 111, dar fără a sugera renunțarea sau fatalismul.
Ca și față de alți intelectuali de origine evreiască, autoritățile regimului Horthy extind și asupra lui legile antisemite, motiv pentru care este nevoit să-și părăsească patria.După 1945 revine în Ungaria (între timp se convertise la creștinism), continuâdu-și activitatea literară până la sfârștul vieții. În ultima perioadă a activității sale se orientează spre trduceri din limba franceză, engleză și germană. Pentru susținuta sa activitate de traducător din limba franceză este distins cu Ordinul Legiunii de Onoare de către statul francez. Ca o recunoaștere târzii a meritelor sale literare este ales preșdintele PEN Clubului Maghiar, iar în 1957 grav bolnav, este distins cu premiul Kossuth-díj de către statul maghiar.

## Opere literare

### Volume de poezii
- 1892 Modern dalok (cântece moderne)
- 1894 Kató (Kató)
- 1913 Fűzfasíp (Fluierul de salcie)
- 1947 Elfelejtett versek (Poezii uitate)
- 1948 Szabadság 1945. május 1. (Libertate 1 mai 1945)

### Volume de nuvele
- 1900 Lou  (Lou)
- 1910 Írók, színésznők és más csirkefogók (Scriitori, actrițe și alți găinari)
- 1910 Scherzo (Scherzo)
- 1911 Színes kövek (Pietre colorate)
- 1914 A Tündérlaki lányok (Fetele din casa zânelor)
- 1915 Lim-lom
- 1927 Papírkosár (Coșul de hârtie)
- 1935 Utazás enmagam körül (Călătorie în jurul meu)
- 1939 A gyilkos is ember (Și criminalul e om)
- 1943 Ismeretlen ismerősök  (Cunoștințe necunoscute)
- 1946 Ötven elbeszélés (Cincizeci de povestiri)
- 1957 Színes kövek (Pietre colorate) volum de culegere din povestirile lui.

### Romane
- 1897 Hét sovány esztendő 9Șapte ani de restriște)
- 1911 Az utolsó bohém (Ultimul boem)
- 1913 Family Hotel (Family Hotel)
- 1913 VII. Emmánuel és kora (Emmanuel al VII-lea și epoca sa)
- 1914 Jaguár (Jaguar)
- 1920 A 111-es (Al 111-lea)
- 1929 Álmokháza  (Casa viselor)
- 1931 Ifjabb (Mai tânăr)

### Piese de teatru
- 1925 Arcok és álarcok  (Fețe și măști)
- 1936 A néma levente (Cavalerul mut)
- 1939 Az ezerkettedik éjszaka (Al omiedouălea noapte)
- 1943 Lumpácius Vagabundusz, vagy a három jómadár (Lumpacius Vagabundus, sau cei trei ștrengari), prelucrarea comediei lui Nestroy
- 1955 Szépek szépe (Frumoasa frumoaselor)
- 1962 Menazséria (Menajeria), culegeri de dramă scurtă